# Erdenklang
Erdenklang ist eine computerakustische Klangsinfonie der österreichischen Musiker und Komponisten Hubert Bognermayr und Harald Zuschrader, die 1982 als Album veröffentlicht wurde. 

## Vorgeschichte und Entstehung
Mit dem 1979 von Kim Ryrie und Peter Vogel vorgestellten Fairlight Musikcomputer (Fairlight CMI) wurde es erstmals möglich, die damals neuen Techniken und Effekte des Sampling zu nutzen. Peter Gabriel und Stevie Wonder waren erste Abnehmer. Die ersten Songs, in denen ein Fairlight CMI zu hören war, befinden sich auf Gabriels drittem Soloalbum Melt von 1980, bei dessen Produktion Peter Vogel mitwirkte. Bald setzten weitere Künstler den Fairlight ein: Kate Bush auf dem Album „Never For Ever“ (1980, mit dem Hit „Babooshka“) oder Jean Michel Jarre auf „Magnetic Fields“ (1981).
Hubert Bognermayr und Harald Zuschrader hatten um 1980 ihr gemeinsames Tonstudio „Elektronisches Försterhaus“ eingerichtet. Sie experimentierten mit den vielfältigen Möglichkeiten des Fairlight CMI, woraus 1981 die computerakustische Klangsinfonie „Erdenklang“ als Auftragsarbeit für das Kunstfestival Ars Electronica entstand. Die Uraufführung erfolgte am 28. September 1982 in Linz. Noch im selben Jahr erschien „Erdenklang - Computerakustische Klangsinfonie“ als LP in Deutschland, Japan und Österreich auf dem zuvor 1981 von dem Produzenten Ulrich Rützel gegründeten, gleichnamigen Label Erdenklang.
Bognermayr und Zuschrader erklärten 1984 in einem Interview für "ART & SCIENCE", die Computerakustik böte im Gegensatz zur Klangsynthese der (analogen) Synthesizer mehrere neue Chancen. Man sei vom Spekulativen des Glücksspiels mit den Reglern weggekommen, wo man einen neuen Klang erhielte, der dann wieder weg oder nicht mehr gleich reproduzierbar sei. Bei der Arbeit mit dem Musikcomputer müsse man den Sound planen, konstruieren, vorberechnen und ein ganz neues musikalisches Vorstellungsvermögen entwickeln, wobei nur ein bewusstes Arbeiten zum Ziel führe. Ferner ermögliche die Computerakustik plötzlich die beliebige Manipulation von Naturklangpartikeln und hyperkomplexe Klangsynthesen von ungewohntem, vorher unvorstellbarem Reichtum. Letztlich habe man zahllose neue, nie gehörte „fiktive Instrumente“. entwickelt und so das musikalische Alphabet erweitert.
Erdenklang wurde 1986 auf CD veröffentlicht. 1992 erschien eine Neuauflage der CD.

## Tracklist
1. Erdenleicht
2. Erdentief
3. Erdung
4. Eden
5. Irden
Gesamtdauer 35:48

## Rezeption
Manche Stimmen halten das Album der beiden Komponisten und Elektronikmusiker Hubert Bognermayr und Harald Zuschrader für unterbewertet. Das Werk habe zu seiner Zeit durch den Einsatz des Fairlight CMI - Synthesizers eine neue Ära der computerakustischen Musik eingeleitet. Für die US-amerikanische Komponistin und Elektronikmusikerin Wendy Carlos wurde mit dem Album ein Höhepunkt der elektronischen Musik erreicht. In ihren Linernotes zu dem Album vermerkte sie: „Erdenklang darf nicht mehr ausschließlich als technische, sondern muss weitgehend als musikalische Errungenschaft betrachtet werden. Etwas, worum die elektronische Musik, seit es sie gibt, kämpft.“